# Sofrino
Sofrino (russisch Софрино) ist eine Siedlung städtischen Typs in der Oblast Moskau, Russland. Sie gehört zum Rajon (Landkreis) Puschkino und hat 15.771 Einwohner (Stand 14. Oktober 2010).

## Geographie
Der Ort liegt rund 40 Kilometer nordöstlich von Moskau, 13 km nördlich des Rajonzentrums Puschkino sowie 22 km südwestlich der Großstadt Sergijew Possad.
Durch Sofrino verläuft die Transsibirische Eisenbahn auf dem Abschnitt zwischen Moskau und Jaroslawl mit einem ebenfalls Sofrino genannten Regionalbahnhof. Nördlich von diesem zweigt eine Stichstrecke in das rund 15 km entfernte Krasnoarmeisk ab. Außerdem kreuzen sich unmittelbar südöstlich von Sofrino die Fernstraße M8 (genannt „Jaroslawler Chaussee“) und die Ringstraße A107.

## Geschichte

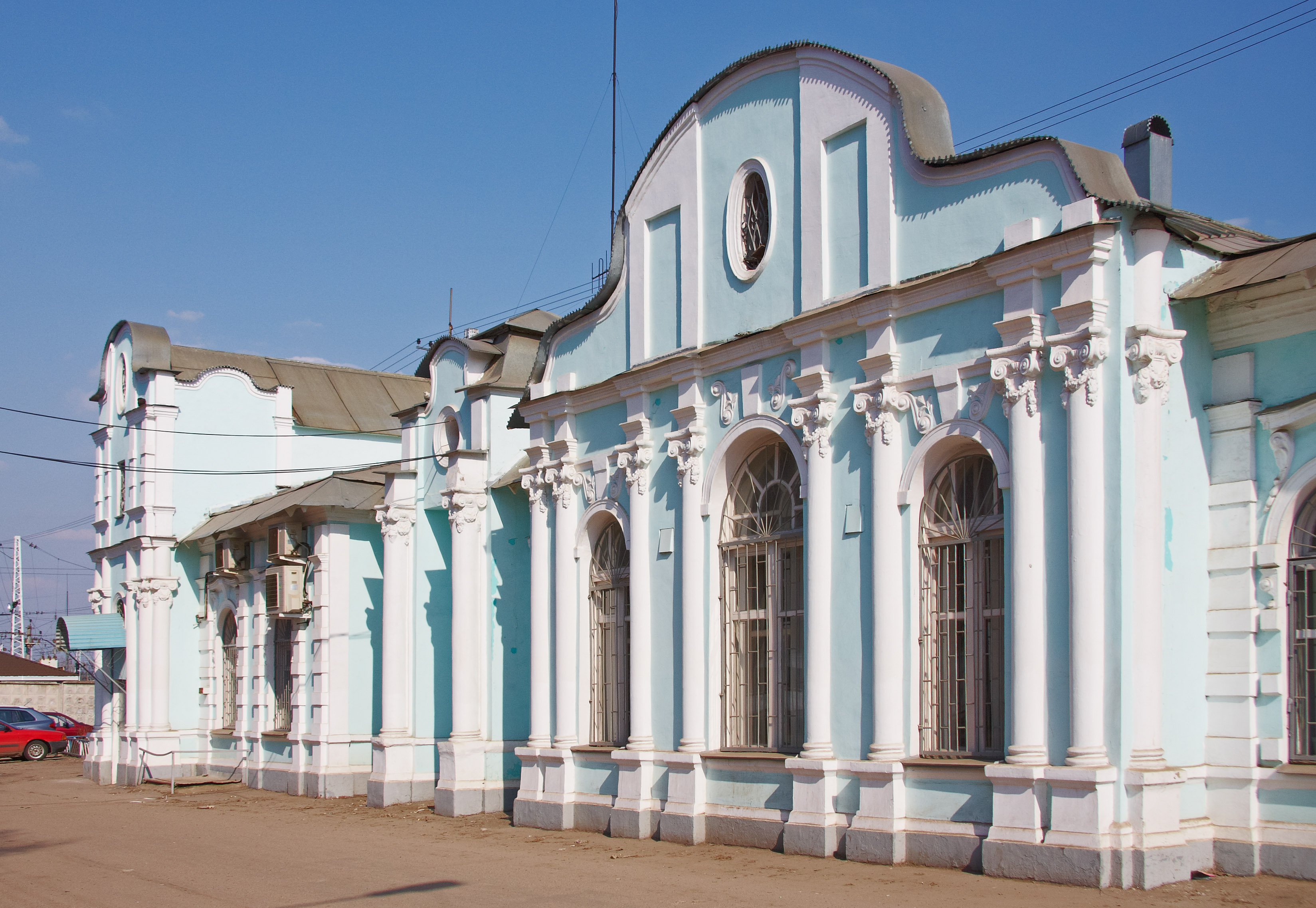
Bahnhof Sofrino

Sofrino wurde erstmals um das Jahr 1632 urkundlich erwähnt und hieß ursprünglich Safarino oder auch Soforino, was mutmaßlich vom Familiennamen Safarin (Сафарин) abstammt. Ab dem 18. Jahrhundert war der Ort als Adelssitz bekannt und gehörte abwechselnd mehreren dem Zarenhof nahen Geschlechtern. Da Sofrino auf dem viel befahrenen Weg zwischen Moskau und dem Dreifaltigkeitskloster von Sergijew Possad lag, welches schon damals eine Pilgerstätte war, wurde es auch von Zaren und ihren Angehörigen mehrmals besucht.
Nachdem im frühen 20. Jahrhundert ab Sofrino ein Bahnabzweig nach Krasnoarmeisk entstand, wurde die Ortschaft zu einem Verkehrsknotenpunkt und es entstanden ab den 1920er-Jahren um den Bahnhof herum Wohnsiedlungen für Eisenbahnarbeiter. In der zweiten Jahrhunderthälfte wurden in Sofrino neue Wohnviertel nach dem Vorbild von Städten sowie ein erster Industriebetrieb erbaut. 1958 erhielt Sofrino den Status einer Siedlung städtischen Typs.

### Bevölkerungsentwicklung
| Jahr | Einwohner |
| ---- | --------- |
| 1959 | 6.729     |
| 1970 | 8.717     |
| 1979 | 8.407     |
| 1989 | 11.866    |
| 2002 | 15.481    |
| 2010 | 15.771    |

Anmerkung: Volkszählungsdaten

## Wirtschaft
Der wohl bekannteste Betrieb in Sofrino ist heute das „Kunst- und Herstellungsunternehmen Sofrino“, das zum Moskauer Patriarchat der Russisch-Orthodoxen Kirche gehört. In dessen Werkstätten werden Ikonen, Kerzen, Kerzenständer und andere Kirchenutensilien, aber auch gedrucktes Material wie orthodoxe Kirchenkalender hergestellt. Durch diese Produktion ist der Ortsname Sofrino in Russland auch überregional bekannt.

## Persönlichkeiten
- Wladimir Fjodorowitsch Borissow (1961–2010), Mathematiker

## Sehenswürdigkeiten
Zu den historischen Bauwerken Sofrinos gehören die aus dem Jahr 1691 stammende Smolensker Kirche sowie das Bahnhofsgebäude, das vom bekannten Architekten Alexei Schtschussew entworfen wurde. Außerdem befindet sich wenige Kilometer nördlich von Sofrino, nahe dem Eisenbahnhaltepunkt Aschukinskaja, das Museum Muranowo. Hierbei handelt es sich um ein ehemaliges Landgut mit einem 1842 erbauten Herrenhaus, in dem der Dichter Jewgeni Baratynski und später auch der Dichter Fjodor Tjuttschew wohnhaft waren.